# 吉约姆·达扎吉
達札吉（Guillaume Dah Zadi，1978年7月1日—），生于阿比讓，科特迪瓦职业足球运动员。